# Sekhemkarê Amenemhat-Senbef
Pour les articles homonymes, voir Amenemhat.
Sekhemkarê Amenemhat-Senbef est un roi de la XIIIe dynastie dont le règne se situe vers -1800 à -1796 (selon Kim Steven Bardrum Ryholt. Selon plusieurs égyptologues,, Sekhemkarê Amenemhat et lui sont deux rois différents, tandis que pour d'autres,,, ils ne forment qu'une seule et même personne.
Bien que, en tant que roi du début de la XIIIe dynastie, Sekhemkarê Amenemhat-Senbef ait certainement régné d'Itchtaouy dans le Fayoum, les seules attestations contemporaines de lui viennent du sud de Thèbes.

## Attestations
Sekhemkarê Amenemhat-Senbef est attesté dans la colonne 7, ligne 6 du Canon royal de Turin, où il apparaît comme Sekhemkarê [...]f.
Plusieurs attestations d'un (ou deux ?) roi nommé Sekhemkarê existent, il s'agit :
- d'un sceau-scarabée de provenance inconnue,
- de deux blocs inscrits provenant de Tôd,
- de deux inscriptions portant sur le niveau du Nil lui sont également attribués, l'un d'Askout, daté de l'an 3, et l'autre de Semna en Nubie, daté de l'an 4[5],
- et d'un autre document de Semna, très endommagé, daté de l'an 5, qui pourrait également lui appartenir[9].

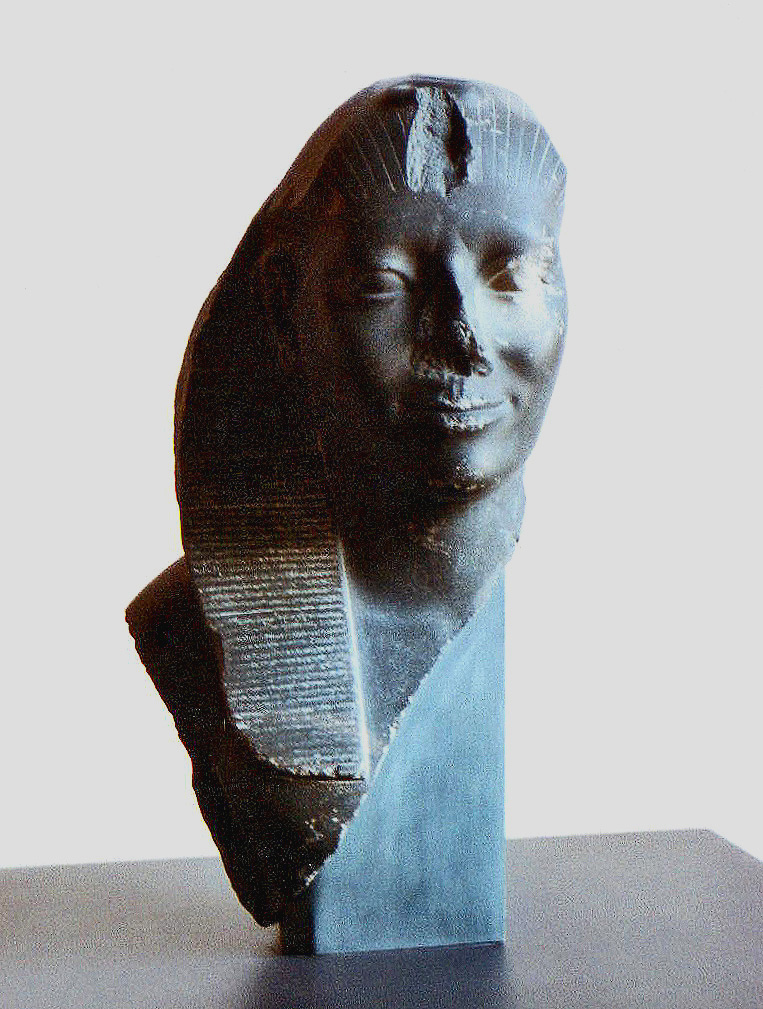
Buste de Sekhemkarê Amenemhat - Musée d'Histoire de l'art de Vienne

De plus, deux objets ont été trouvés avec des titulatures plus complètes, il s'agit :
- d'une statue où il apparaît sous le nom de Sekhemkarê Amenhemhat et trouvée à Éléphantine en deux temps : un morceau (la tête et une partie du buste) trouvé au XIXe siècle et conservé à Vienne, un autre morceau (la partie inférieure) mis au jour au XXe siècle et aujourd'hui au Musée de la Nubie à Assouan,
- et d'un sceau-cylindre provenant de la collection Amherst et actuellement conservé au Metropolitan Museum of Art[1] où il apparaît avec sa titulature pratiquement complète (il manque le nom d'Horus d'or) et où le nom de Sa-Rê apparaît sous la forme Amenemhat-Senbef.

La propriété des objets portant juste la mention Sekhemkarê posent questions pour certains égyptologues : certains, dont Julien Siesse, ne voient qu'un seul roi, d'autres, dont Kim Ryholt, y voient deux rois, l'un dont le nom de Sa-Rê est Amenemhat-Senbef, l'autre dont le nom de Sa-Rê est Amenemhat. Par exemple , l'égyptologue et archéologue Stuart Tyson Smith, qui a étudié ces documents, les a d'abord attribués à Sekhemkarê Amenemhat-Senbef, mais a ensuite changé d'avis et les a attribués à Sekhemkarê Amenemhat.

## Interprétation du nom de Sa-Rê
Ce roi possède un double nom de Sa-Rê. Ce type de noms a été interprété différemment selon les égyptologues :
- selon Ryholt, les doubles noms sont des noms filiaux : l'un est le vrai nom du roi, l'autre est le nom de son père. Ainsi le roi se nommerait Senbef et aurait un père nommé Amenemhat [5] ;
- Julien Siesse fait partie de ceux qui réfute cette hypothèse des doubles noms filiaux. En effet, il note que les doubles noms sont très courants à cette époque, que ce soit chez les particuliers ou dans la famille royale. Ce double nom est en effet un nom principal pour l'un et un surnom pour l'autre. Ils permettent de différencier les membres d'une même famille ayant le même nom principal. Dans les familles royales des différents rois de la XIIIe dynastie, plusieurs princes et princesses sont connus avec des doubles noms. Julien Siesse donne comme exemple les princes de la famille du roi Khâneferrê Sobekhotep : Sobekhotep-Djadja, Sobekhotep-Méjou et Haânkhef-Iykhernéféret[13]. Julien Siesse considère donc qu'Amenemhat-Senbef est le nom complet du roi, Amenhemhat étant le nom principal, Senbef étant le second nom.

## Famille
L'interprétation des noms doubles a des conséquences sur la reconstruction de la famille royale du roi Amenemhat-Senbef :
- son double nom de Sa-Rê rappelle ceux des rois précédents et pourrait indiquer une filiation selon la théorie de Ryholt. Ainsi, Senbef serait le fils d'un Amenemhat. Ryholt a proposé qu'il soit le fils du roi d'Amenemhat IV, et également le frère de Sekhemrê-Khoutaouy Amenemhat-Sobekhotep[5],[9],
- selon ceux qui s'opposent à cette théorie des doubles noms filiaux, aucun élément concret ne permet de relier le roi à d'autres personnes si ce n'est qu'il y avait peut-être plusieurs Amenemhat dans la famille d'Amenemhat-Senbef. Il était donc peut-être lié familialement à ses prédécesseurs chez lesquels plusieurs Amenemhat sont présents, mais sans pour autant connaître exactement la nature de ces liens[13].

## Identité
Il y a un débat entre égyptologues sur la question de savoir si Sekhemkarê Amenemhat-Senbef est ou non le même roi que Sekhemkarê Amenemhat.

### Point de vue de deux rois distincts
Le nom de Sa-Rê complet du roi étant Amenemhat-Senbef, il a été interprété par Ryholt comme étant un nom filial : Senbef serait son nom et Amenemhat le nom de son père. Ainsi, il ne pourrait pas être identique au roi de la statue d'Éléphantine dont le nom de Sa-Rê est simplement Amenemhat,. Ryholt, mais aussi Baker, voient donc Sékhemkarê Amenemhat-Senbef et Sekhemkarê Amenemhat comme deux souverains différents, une opinion également partagée par Jürgen von Beckerath. Ryholt pense également que Sékhemkarê Amenemhat serait attesté sur le Canon royal de Turin en tant que roi distinct de Sekhemkarê Amenemhat-Senbef car le troisième roi de la dynastie selon le papyrus se nomme Amenemhatrê (le -Rê étant probablement une erreur de copie).
Ryholt et Baker affirment en outre que les règnes d'Amenemhat-Senbef et d'Amenemhat ont été séparés par le règne éphémère de Nerkarê,, tandis que von Beckerath pense que c'est Sekhemrê-Khoutaouy Paentjeny qui a régné entre les deux,.

### Point de vue d'un seul et même roi
À l'opposé, Detlef Franke, Stephen Quirke, Claude Vandersleyen et Julien Siesse pensent que Sekhemkarê Amenemhat-Senbef et Sekhemkarê Amenemhat sont une seule et même personne ,,. Franke et d'autres considèrent Amenemhat-Senbef comme un double nom. En effet, la double dénomination était courante en Égypte et surtout à la fin de la XIIe et pendant la XIIIe dynastie,. Julien Siesse ajoute que le troisième nom du Canon royal de Turin, Amenemhatrê, se réfère, non pas à l'hypothétique Sekhemkarê Amenemhat distinct, mais à Amény-Qémaou, Amény étant le diminutif du nom Amenemhat. En effet, Siesse argumente que le quatrième nom sur le papyrus, Sehotepibrê, se rapporte à Hotepibrê Qémaou-Sa-Hornedjhéritef, fils d'Amény-Qémaou. Il associe d'ailleurs Amény-Qémaou à Nerkarê, et rejoint donc Ryholt sur ce point en faisant de ce roi le successeur Sekhemkarê Amenemhat-Senbef.